# Moșteni, Vâlcea
Moșteni este un sat în comuna Frâncești din județul Vâlcea, Oltenia, România.

## Vezi și
- Biserica de lemn din Moșteni, Vâlcea

 Acest articol despre o localitate din județul Vâlcea este deocamdată un ciot. Puteți ajuta Wikipedia prin completarea lui.